# Свобода (Гдовский район)
Свобода — деревня в Гдовском районе Псковской области России. Входит в состав городского поселения «Гдов» Гдовского района.
Расположена в 5 км к северо-востоку от Гдова и в 1 км к югу от деревни Верхоляне-2, у автодороги Гдов — Сланцы.

## Население
Численность населения деревни по оценке на 2000 год составляет 6 человек, по переписи 2002 года — 4 человека.

## История
До 2005 года деревня входила в состав ныне упразднённой Гдовской волости.